# Пављина Евро
Пављина Евро (алб. Pavlina Evro; Корча, 2. јануар 1965) је бивша албанаска атлетска репрезентативка у трчању на средње стазе, вишеструка национална рекордерка у разним старосним категоријама.
Најуспешнији део њене каријере био је 1983, када је на Европском првенству за јуниоре освојила сребрну медаљу на 1.500 метара, а у 1987, када је освојила бронзану медаљу на Медитеранским играма у истој дисциплини.

## Лични рекорди
| Дисциплина   | Резултат   | Место  | Датум             |
| на отвореном |            |        |                   |
| ------------ | ---------- | ------ | ----------------- |
| 800 м        | 2:03,1     | Алжир  | 28. октобар 1985. |
| 1.500 м      | 4:06,41 НР | Осло   | 27. јун 1985.     |
| 3.000 м      | 9:14,20 НР | Тирана | 19. октобар 1986. |